# Salutul Black Power de la Jocurile Olimpice din 1968

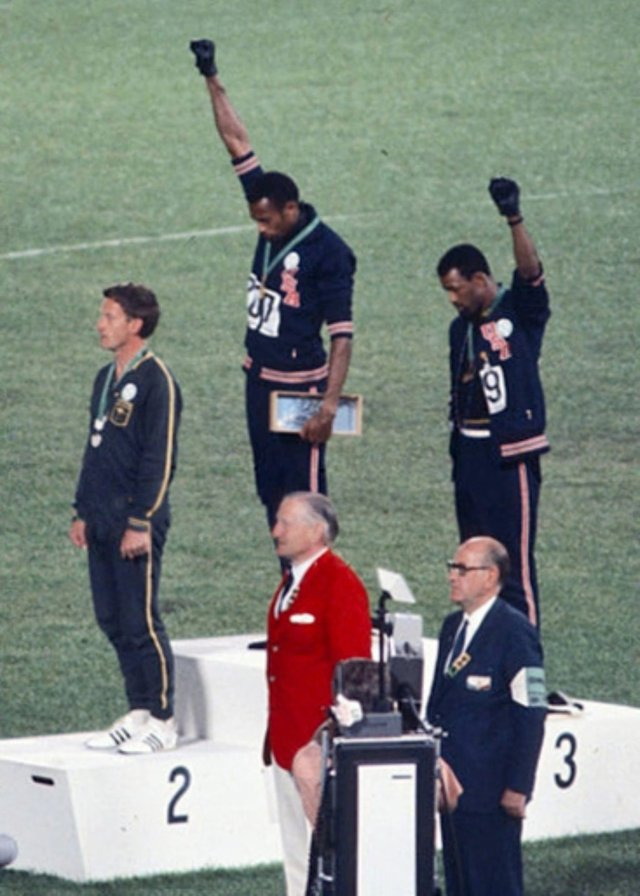
Medaliatul cu aur Tommie Smith (centru) și medaliat cu bronz John Carlos (dreapta) arată pe podium după cursa de 200 m de la Jocurile Olimpice de Vară din 1968; ambii poartă insigne ale. Peter Norman (medaliat cu argint, în stânga), din Australia, poartă și el o insignă PODO în semn de solidaritate cu Smith și Carlos.

Salutul Black Power de la Jocurile Olimpice din 1968 a fost o demonstrație politică a sportivilor afro-americani Tommie Smith⁠(d) și John Carlos în timpul festivității de premiere de la Jocurile Olimpice de Vară din 1968 pe Stadionul Olimpic⁠(d) din Ciudad de México. După ce au câștigat medalii de aur și, respectiv, bronz, în cursa de 200 de metri⁠(d), ei s-au întors pe podium cu fața la drapelele ridicate, pentru a asculta imnul național american, „The Star-Spangled Banner”. Fiecare sportiv a ridicat un negru-pumnul înmănușat⁠(d), și l-a ținut ridicat până când s-a terminat imnul. Smith, Carlos și medaliatul cu argint australian Peter Norman purtau cu toții pe jachete insigne pentru apărarea drepturilor omului. În autobiografia sa, Gest Tăcut, Tommie Smith a declarat că gestul nu a fost un salut al „Black Power⁠(d)”, ci un „salut al drepturilor omului”. Evenimentul este considerat ca fiind una dintre cele mai fățișe declarații politice din istoria modernă Jocurilor Olimpice.

## Protestul
În dimineața zilei de 16 octombrie 1968, atletul american Tommie Smith a câștigat cursa de 200 de metri stabilind și recordul mondial cu timpul de 19,83 secunde. Australianul Peter Norman a terminat al doilea, cu un timp de 20,06 secunde, iar americanul John Carlos a câștigat locul al treilea, cu un timp de20,10 secunde. După terminarea cursei, cei trei au mers la podium pentru a-și primi medaliile lor din partea lui David Cecil, al 6-lea Marchiz de Exeter⁠(d). Cei două sportivi americani au primit medaliile desculți, doar în șosete negre, pentru a reprezenta sărăcia negrilor. Smith a purtat o eșarfă neagră în jurul gâtului pentru a reprezenta mândria comunității negrilor, Carlos și-a purtat bluza de trening descheiată pentru a demonstra solidaritate cu toți muncitorii din SUA și a purtat un colier de mărgele despre care a spus că „erau pentru toți cei care au fost linșați sau omorâți fără să spună cineva o rugăciune pentru ei, pentru cei care au fost spânzurați sau unși cu smoală⁠(d). A fost pentru cei aruncați de pe vase pe drumul spre sclavie⁠(d).” Toți cei trei sportivi au purtat insigne ale Proiectului Olimpic pentru Drepturile Omului⁠(d) (PODO) după ce și Norman, un critic al Politicii Australia Albă, și-a exprimat simpatia față de idealurile lor. Sociologul Harry Edwards⁠(d), fondatorul PODO, ceruse sportivilor negri să boicoteze olimpiada; acțiunile lui Smith și Carlos din 16 octombrie 1968 au fost inspirate de argumentele lui Edwards.
Celebra fotografie a evenimentului a fost realizată de fotograful John Dominis⁠(d).
Ambii sportivi americani doreau să aducă mănuși negre la eveniment, dar Carlos și le-a uitat pe ale lui în satul olimpic. Australianul Peter Norman a fost cel care i-a sugerat lui Carlos să poarte mănușa stângă a lui Smith. Din acest motiv, Carlos a ridicat mâna stângă, și nu dreapta, așa cum se practica salutul „Black Power”. Când se intona The Star-Spangled Banner, Smith și Carlos au dat salutul cu capetele plecate, un gest care a apărut pe prima pagină a ziarelor din întreaga lume. Ei au plecat de pe podium în huiduielile mulțimii. Smith a spus mai târziu că „dacă câștig, sunt american, nu negru american. Dar dacă fac ceva rău, atunci ei vor spune că sunt negru. Suntem negri și suntem mândri de asta. Negrii din America vor înțelege ce am făcut în seara asta.”

## Răspunsul Comitetul Internațional  Olimpic
Președintele Comitetului Internațional Olimpic (CIO) Avery Brundage⁠(d) a considerat gestul a fi o declarație politică internă, improprie pentru forumul internațional apolitic care trebuia să fie Jocurile Olimpice. Ca răspuns la acțiunile lor, el a cerut suspendarea lui Smith și a lui Carlos din echipa națională și i-a exclus din satul olimpic. Comitetul Olimpic American a refuzat, și atunci Brundage a amenințat că va exclude intreaga echipă de atletism a SUA. Această amenințare a dus la expulzarea a doi sportivi de la Olimpiadă.
Un purtător de cuvânt al CIO a spus că a fost „o încălcare deliberată și violentă a principiilor fundamentale ale spiritului olimpic.” Brundage, care fusese președinte al Comitetului Olimpic al Statelor Unite în 1936, nu obiectase împotriva salutul nazist practicat în acel an la Jocurile Olimpice de la Berlin. El s-a justificat afirmând că, fiind un salut național la acea vreme, salutul nazist era acceptabil într-o competiție între națiuni, în timp ce salutul sportivilor nu aparținea unei națiuni și, prin urmare, era inacceptabil.
Brundage fusese unul din cei mai de seamă simpatizanți naziști din Statele Unite ale Americii chiar și după izbucnirea celui de al Doilea Război Mondial, și îndepărtarea lui din calitatea de președinte al CIO fusese unul dintre cele trei obiective declarate ale Proiectului Olimpic pentru Drepturile Omului.
În 2013, website-ul oficial al CIO afirma că „mai presus decât câștigarea de medalii, sportivii negri americani și-au făcut un renume printr-un act de protest rasial.”

## Urmările
Smith și Carlos au fost în ostracizați și criticați aspru de establishmentul sportiv american. Revista Time a publicat o imagine cu cele cinci inele olimpice, alături de cuvintele, "Angrier, Nastier, Uglier" (mai furios, mai nesuferit, mai urât), în loc de „mai rapid, mai înalt, mai puternic⁠(d)”. Întorși acasă, ei au fost supuși abuzurilor și, împreună cu familiile lor, au primit amenințări cu moartea.
Smith a continuat în atletism, jucând în NFL la echipa Cincinnati Bengals înainte de a deveni asistent universitar de educație fizică la Colegiul Oberlin⁠(d). În 1995, el a fost în stafful tehnic al echipei naționale la Campionatul Mondial în Sală de la Barcelona. În 1999 a fost distins cu Premiul Sportivul Negru al Mileniului în California și astăzi ține prelegeri.

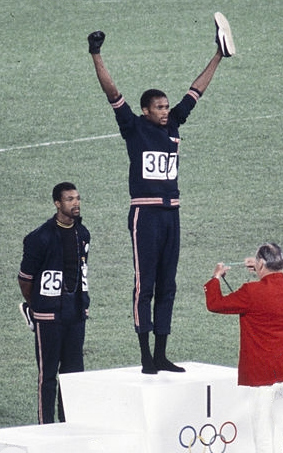
John Carlos (stânga) și Tommie Smith (centru) poartă mănuși negre, și șosete negre fără încălțări la ceremonia de decernare a premiilor pentru cursa de 100 m de la Olimpiada din 1968

Cariera lui Carlos a urmat un traseu similar. El a egalat recordul mondial la 100 de yarzi în anul următor. Carlos a încercat și el să joace fotbal american profesionist, a fost în a 15-a rundă de selecție la campania NFL de recrutare din 1970, dar o accidentare la genunchi l-a făcut să abandoneze probele pe care le dădea pentru echipa Philadelphia Eagles din National Football League. El a continuat apoi în Canadian Football League⁠(d), unde a jucat un sezon pentru Montreal Alouettes⁠(d). Pe la sfârșitul anilor 1970 a avut însă greutăți. În 1977, fosta lui soție s-a sinucis, iar el a trecut printr-o perioadă de depresie. În 1982, Carlos a fost angajat de către Comitetul de Organizare pentru Jocurile Olimpice de Vară din 1984 de la Los Angeles pentru a promova jocurile și pentru a acționa ca om de legătură cu comunitatea de culoare din oraș. În 1985, el a devenit un antrenor de atletism la Liceul Palm Springs⁠(d). Începând din 2012, Carlos este și consilier personal pentru elevi la aceeași școală.
Smith și Carlos au primit Premiul Arthur Ashe pentru Curaj⁠(d) la ediția 2008 a Premiilor ESPY⁠(d) în cinstea gestului lor.
Norman, care a simpatizat cu protestul concurenților săi, a fost mustrat de către autoritățile olimpice ale țării sale și ostracizat de mass-media australiană. El nu a fost selecționat pentru Jocurile Olimpice de Vară din 1972, deși s-a calificat de 13 ori. De fapt, Australia nu a trimis niciun alergător la probele masculine de la Olimpiada din 1972, pentru prima dată de la începutul Jocurilor Olimpice moderne în 1896. La moartea lui Norman a murit în 2006, Smith și Carlos i-au purtat sicriul⁠(d) la înmormântare.
Wayne Collett⁠(d) și Vincent Matthews⁠(d) au fost excluși de la Jocurile Olimpice după ce au organizat un protest similar la Olimpiada din 1972.

## Filme documentare
La Festivaul de Film de la Sydney⁠(d) din 2008 a fost prezentat un documentar despre protest intitulat Salutul⁠(d). Filmul a fost scris, regizat și produs de Matt Norman, un nepot al lui Peter Norman.
Pe 9 iulie 2008, BBC Four a difuzat un documentar despre protest, Salutul Black Power, de Geoff Small. Într-un articol, Small a consemnat că sportivii din echipa britanică care au participat la Jocurile Olimpice din 2008 de la Beijing au fost rugați să semneze clauze prin care li se interzicea dreptul lor de a face declarații politice, dar că aceștia au refuzat.

## Omagii
Într-un discurs ținut în la Universitatea din Guelph⁠(d), Akaash Maharaj, un membru al Comitetului Olimpic Canadian⁠(d) și căpitan al echipei de echitație a Canadei, a declarat că „în acel moment, Tommie Smith, Peter Norman și John Carlos a devenit vii întruchipări ale idealismului Olimpic. De atunci, au fost surse de inspirație pentru generații de sportivi ca mine, care pot doar să aspire la exemplul lor de punere a principiilor înaintea interesului personal. A fost ghinionul lor că au fost ființe umane mai mari decât conducerea CIO a vremii."

### San Jose
În 2005, Universitatea de Stat San José⁠(d) a comemorat protestul foștilor săi studenți Smith și Carlos dezvelind o statuie de 6 m a protestului, creată de artistul Rigo 23⁠(d). Proiectul a fost inițiat de un student, Erik Semone; „unul dintre profesorii mei vorbea despre eroii anonimi și i-a menționat pe Tommie Smith și John Carlos. El a spus că acești oameni au făcut un lucru curajos pentru a promova drepturile civile, și, totuși, nu sunt comemorați nici măcar în propria lor școală.” Statuile sunt situate în partea centrală a campusului la 37°20′08″N 121°52′57″V / 37.33556°N 121.88250°V, alături de Aula Robert D. Clark și Aula Turnului. 
Cei care vin să vadă monumentul sunt lăsați să participe stând pe monument în locul lui Peter Norman, care nu este inclus în sculptură; în acel loc este o placă în care vizitatorii sunt invitați să „ia atitudine”. Norman însuși a cerut ca locul lui să rămână gol, pentru ca vizitatorii să poată sta în locul lui și să simtă ce a simțit el.
Figurile de bronz sunt desculțe, dar la baza monumentului sunt puși și doi pantofi. Cel drept, un Puma de bronz, albastru, este lângă Carlos, în timp ce pantoful stâng este plasat în spatele lui Smith. Semnătura artistului 23 este spatele pantofului lui, iar anul 2005 este gravat pe pantoful lui Carlos.
Chipurile statuilor sunt realiste și denotă emoție. „Statuia este realizata din fibră de sticlă întinsă pe suporturi de oțel cu un exoschelet de plăci ceramice.” Rigo 23 a folosit tehnologie de scanare 3D și imagini virtuale asistate de calculator pentru a efectua scanări complete ale corpurilor celor doi. Pantalonii și jachetele de trening sunt un mozaic de plăci ceramice albastru-închis, în timp ce dungile de pe treninguri sunt vopsite în roșu și alb.
Smith ține o cutie cu cadru de lemn cu o ramură de măslin din mozaic alb și verde. Jacheta lui Smith are fermoarul încheiat. El poartă o medalie și un nasture PODO. Literele roșii USA și numărul de concurs 307  sunt pe piept. Ochii sunt plini de amărăciune, dar nu descurajați. Statuia este singulară, ca o coloană.
Carlos se află în spatele lui; jacheta este deschisă. Forma lui este mult mai fluidă și ochii lui sunt mai liniștiți. Privirea lui este în jos și ușor spre dreapta. Brațul stâng este ridicat, dar relaxat și îndoit de la cot. Brațul drept îl ține la spate și sculptat cu degetul mare ridicat. Colierul din mărgele este realizat din plăci ceramice verzi, galbene și roșii. Numărul de concurs este împărțit în două din cauza fermoarului desfăcut, 25 9, dar este imprimat legat pe spatele statuii.
În ianuarie 2007, History San Jose a deschis o nouă expoziție numită Orașul Vitezei: De la Drepturile Civile la Black Power, acoperind programul sportiv de atletism al Universității de Stat din oraș „din rândul căruia mai mulți studenți sportivi au devenit cunoscuți în toată lumea ca figuri ale Mișcărilor pentru Drepturi Civile și Black Power care au remodelat societatea americană.”

### Pictura murală din Sydney
În Australia, în anul 2000 a fost realizată o pictură murală cu cei trei pe podium în suburbia interioară Newtown a orașului Sydney. Silvio Offria, care a permis pictarea ei pe peretele casei sale din Leamington Lane de către un artist cunoscut doar sub numele de „Donald”, a spus că Norman a venit să vadă pictura cu puțin timp înainte de a muri, în 2006. „El a venit și s-a fotografiat, era foarte fericit”, a spus el. Omagiul în monocrom, intitulat „TREI OAMENI MÂNDRI MEXIC 68,” a fost în pericol de demolare, în 2010, pentru a face loc unui tunel feroviar , dar acum este listat ca monument istoric de patrimoniu.

### Pictura murală din West Oakland
În vechiul cartier afro-american din West Oakland, California,⁠(d) a existat o altă pictură murală mare reprezentându-i pe Smith și pe Carlos la colțul străzii 12 cu Mandela Parkway.
Deasupra reprezentărilor în mărime naturală scria „Născut cu viziune, ridicat cu un pumn” (versuri ale formației Rage against the Machine); anterior scria „e nevoie doar de o pereche de mănuși.” La începutul lunii februarie 2015, peretele a fost demolat.
Lotul privat fusese odinioară benzinărie, iar pictura murală era pe peretele exterior al unei clădiri sau a unui șopron abandonat. Proprietarul a vrut să își aducă omagiul momentului și oamenilor, dar voia și o pictură murală pentru a împiedica clasificarea sa pentru demolare. Statul folosea structura pentru monitorizarea nivelurilor de contaminare a apei în acel punct; după ce testele au început să returneze parametri normali "statul a dispus scoaterea rezervoarelor și echipamente de testare, și demolarea șopronului.”

### Muzica
Piesa "Mr. John Carlos" a grupului suedez Nationalteatern⁠(d) de pe albumul din 1974 Livet är en fest este despre eveniment și urmările sale.
Rage against the Machine a folosit o fotografie decupată a salutului pe coperta albumului single Testify (2000).
Coperta single-ului "HiiiPoWeR" (2011) al rapperului Kendrick Lamar are o fotografie decupată din cea cu salutul.
În videoclipul piesei „The Man” (2014) a lui Aloe Blacc⁠(d), la sfârșit în colțul din dreapta se văd doi bărbați în picioare, dând salutul Black Power.

## Lucrări
- Povestea lui John Carlos: Momentul sportiv care a schimbat lumea, de John Carlos și Dave Zirin⁠(d), Haymarket Books⁠(d) (2011) ISBN 978-1-60846-127-1

## Link-uri externe
- „Politica ipocriziei” – include un fragment autorizat din The Harvard Crimson⁠(d) de miercuri, 6 noiembrie 1968.
- „Matt Norman, regizor/producător al filmului «Salutul» Arhivat în 7 august 2011, la Wayback Machine.” (podcast: nepotul lui Peter Norman discută documentarul despre rolul lui Peter salutul Black Power)
- „El Black Power de Mexico: 40 años después Arhivat în 24 ianuarie 2009, la Archive.is” (Diario „La Nacion” din Buenos Aires, 10/11/08)